# Episodi di Fruits Basket (serie animata 2019)

Tohru e Kyo trasformato in gatto

Lista degli episodi di Fruits Basket, secondo adattamento anime tratto dall'omonimo manga di Natsuki Takaya, trasmesso in Giappone su TV Tokyo dal 2019. L'anime è composto da tre stagioni, la prima è andata in onda dal 5 aprile al 20 settembre 2019, la seconda dal 6 aprile al 21 settembre 2020 e la terza verrà trasmessa dal 5 aprile 2021. Rispetto alla prima serie animata, questa copre tutte le vicende del manga ed è più fedele ad esso.
Le sigle di apertura sono Again di Beverly negli episodi 2-13, Chime di Ai Ōtsuka negli episodi 14-24, Prism (プリズム?) degli AmPm feat. Miyuna negli episodi 26-39, Home di Asako Toki negli episodi 40-50 e Pleasure dei WARPs UP negli episodi 51-63; le sigle di chiusura sono Lucky Ending di Vickeblanka negli episodi 1-13, One Step Closer degli INTERSECTION negli episodi 14-25, ad meliora di THE CHARM PARK negli episodi 26-39, Eden dei Monkey Majik negli episodi 40-50 e Haru urara (春うらら?) dei Genic negli episodi 51-63.
Nel 2022 è uscito nelle sale giapponesi il film animato Fruits Basket: Prelude che riassume gli ultimi eventi della serie e racconta l'incontro tra i genitori di Tohru, Kyoko e Katsuya, presente nel manga ma non adattato in questa serie anime.

## Lista episodi

### Prima stagione
| Nº | Titolo italiano (traduzione letterale) Giapponese 「Kanji」 - Rōmaji | In onda           | In onda |
| Nº | Titolo italiano (traduzione letterale) Giapponese 「Kanji」 - Rōmaji | Giapponese        |         |
| 1  | Io vado 「行ってきます」 - Ittekimasu | 5 aprile 2019     |         |
| 1  | Tohru Honda, una ragazza orfana, si è dovuta trasferire in una tenda per i lavori di restauro della casa del nonno, l'unico parente con cui vive. Il bosco in cui ha situato la sua tenda però appartiene alla famiglia Soma, e dopo poco tempo farà la conoscenza di Shigure, cugino di un suo compagno di classe, Yuki. I due ragazzi appartengono alla famiglia Soma e vivono nella grande casa vicino alla quale Tohru ha stanziato la tenda. A causa di una frana la tenda di Tohru viene distrutta, ma Yuki si occupa di recuperare la foto di sua madre tra le macerie, facendosi aiutare da un gruppo di ratti. La ragazza viene invitata a passare la notte in casa Soma, ma dopo l'arrivo di un terzo parente, Kyo, Tohru causa un imprevisto ed entrando in contatto con i ragazzi trasforma Kyo in un gatto, Shigure in un cane e Yuki in un topo: tre animali dello zodiaco cinese. |                   |         |
| 2  | Sono tutti animali! 「みなさんが動物なんです！」 - Mina-san ga dōbutsu nan desu! | 12 aprile 2019    |         |
| 2  | I ragazzi Soma svelano il loro segreto a Tohru, che resta molto sorpresa. Yuki teme che saranno costretti a cancellarle la memoria, come fecero in passato con altre persone, ma Shigure si fida di lei e la invita anche a rimanere a casa loro. Kyo ha un carattere aggressivo e non è bravo a relazionarsi con le altre persone. Tohru ha sempre provato empatia per il gatto dello zodiaco perché nelle storie tradizionali veniva escluso dagli altri dodici animali, e vorrebbe fare amicizia anche con Kyo. Yuki e Shigure decidono di iscriverlo alla stessa scuola di Yuki e Tohru per avvicinarlo ai suoi coetanei, e Kyo chiede scusa a Tohru per essersi comportato male con lei. |                   |         |
| 3  | Giochiamo al miserabile 「大貧民をやりましょう」 - Dai hinmin wo yarimashou | 19 aprile 2019    |         |
| 3  | Si sta avvicinando il festival culturale scolastico e la classe di Tohru, Yuki e Kyo terrà un banco di onigiri da vendere, e anche in questa situazione Yuki si dimostra più organizzato di Kyo e più apprezzato dalle ragazze. Yuki in realtà invidia Kyo perché, nonostante all'inizio di ogni relazione sia impacciato, riesce a familiarizzare bene, mentre lui tiene sempre un distacco da tutti e lo confida a Tohru. La ragazza si accorge della cosa quando Kyo accetta di giocare al gioco di carte del miserabile con le compagne di classe mentre invece Yuki si allontana, e più tardi respinge anche una confessione amorosa per l'ennesima volta. Kyo a sua volta invidia Yuki per la sua popolarità e vorrebbe essere come lui, ma Tohru lo aiuta a capire che ognuno ha delle buone qualità, e può scoprirle solo grazie alle persone che lo circondano. Yuki promette a Tohru di sforzarsi ad aprirsi di più con le persone.                                                                                     |                   |         |
| 4  | Lei che segno rappresenta? 「なにどしの方なのですか？」 - Nanidoshi no kata nano desu ka? | 26 aprile 2019    |         |
| 4  | Kagura Soma, una parente di due anni più grande, arriva a casa di Shigure dicendo di voler sposare Kyo, come si promisero quando erano bambini. Il matrimonio, tra l'altro, non comporterebbe problemi perché due membri della famiglia Soma, anche se di sesso opposto, non si trasformano nei loro animali quando si abbracciano. Kagura però ha una doppia personalità e abbandona il suo carattere timido per diventare aggressiva quando è emozionata, arrivando a picchiare perfino Kyo che non la sopporta per questo motivo. Kagura vorrebbe restare a vivere con Kyo perché è gelosa di Tohru, ma quest'ultima riesce a diventarle amica e quello stesso giorno convince Kyo ad accettare la cena preparatagli con amore da Kagura. Il giorno seguente, prima che Tohru sia riuscita a indovinare il segno di appartenenza di Kagura, un postino si scontra accidentalmente con lei, ma grazie all'intervento di Yuki non la vede trasformarsi in cinghiale. Più tardi Tohru riceve una telefonata improvvisa dal nonno. |                   |         |
| 5  | Avevo frainteso 「勘違いをしていました」 - Kanchigai wo shite imashita | 3 maggio 2019     |         |
| 5  | Il nonno di Tohru avvisa la ragazza che i lavori di restauro della casa sono a buon punto, e possono già tornare a viverci. Tohru allora prepara i bagagli svogliatamente e lascia il suo indirizzo ai Soma. Nel mentre ripensa al gioco del "Cesto di Frutta" a cui giocava da piccola ma da cui veniva sempre esclusa dai suoi compagni di classe che le assegnavano il ruolo dell'onigiri. I parenti di Tohru le chiedono se non sia stata importunata dai ragazzi Soma, ma il nonno la difende. Kyo e Yuki hanno nostalgia di Tohru e vanno a trovarla; dopo aver sentito il discorso e aver capito che in realtà Tohru vorrebbe restare a vivere dai Soma, i ragazzi fanno irruzione e la riportano a casa. Kyo le ripete ciò che anche sua madre le diceva: ogni tanto è giusto concedersi qualche capriccio personale. |                   |         |
| 6  | Forse dovremmo autoinvitarci 「お邪魔させてもらおうかしら」 - Ojama sasete moraou kashira | 10 maggio 2019    |         |
| 6  | Momiji Soma, dell'anno del coniglio, insiste a voler andare al festival culturale della scuola di Tohru, e Hatori Soma, il dottore di famiglia, lo accompagna. Per aumentare le vendite di onigiri, Yuki si veste da ragazza e Tohru lo incoraggia ma viene messa in guardia per Hatori: fu lui che cancellò la memoria a coloro che scoprirono il segreto. Uotani e Hanajima vengono a sapere da Tohru che vive dai Soma e si invitano da sole per una notte per accertarsi che sia un ambiente adatto a lei, e si convincono di sì. Tohru quella sera racconta loro del suo primo amore: da piccola, un bambino sconosciuto la aiutò a tornare a casa dopo che si perse, e le regalò un cappellino che ancora oggi conserva. Il giorno dopo, Hatori chiede per telefono a Tohru di venirlo a trovare senza dire niente a nessuno. |                   |         |
| 7  | La primavera sta arrivando 「春になりますね」 - Haru ni narimasu ne | 17 maggio 2019    |         |
| 7  | Hatori ha invitato Tohru a casa sua per dirle di allontanarsi dai Soma, prima che ne rimanga ferita come successe alla sua fidanzata Kana. Questa ragazza è un membro "esterno" dei Soma, significa che non è colpita dalla maledizione e nemmeno ne era a conoscenza. In uno scontro avvenuto in passato, Akito, che non voleva che Hatori sposasse Kana, ferì Hatori all'occhio sinistro. Costui fu costretto a cancellare la memoria a Kana che si dimenticò del loro amore. Tohru fa trasformare Hatori per sbaglio in cavalluccio marino, e dopo che è tornato normale e Tohru si è allontanata, Hatori sente passare al suo fianco proprio Kana, ed è contento per lei siccome scopre che ha trovato un nuovo fidanzato, ma senza aver dimenticato completamente Hatori. |                   |         |
| 8  | A più tardi 「行ってらっしゃい」 - Itterasshai | 24 maggio 2019    |         |
| 8  | Tohru ottiene il permesso di passare il Capodanno a casa di Shigure, ma ai ragazzi viene voglia di stare assieme a lei. Tohru però li convince a partecipare al tradizionale banchetto dei Soma, e lo fa stimolando involontariamente la loro sensibilità accennando all'incontro dei suoi amici con i propri genitori. Sulla strada, Yuki, Shigure e Kyo si imbattono in Hanajima, l'amica di Tohru, che ricorda loro che questo è il primo Capodanno per la sua amica che passa da sola, così Kyo e Yuki, pentendosi di averla abbandonata, corrono subito a casa e passano la festa e assistono alla prima alba assieme a lei, anche a costo di far arrabbiare Kagura e Akito. Shigure invece prende parte al banchetto e si scusa per l'assenza dei suoi cugini con Hatori e Hatsuharu. |                   |         |
| 9  | Yuki è stato il mio primo amore 「由希は俺の初恋だから」 - Yuki wa ore no hatsukoi dakara | 31 maggio 2019    |         |
| 9  | Yuki partecipa alla maratona scolastica nonostante abbia il raffreddore e rischi di trasformarsi per la debolezza. Kyo usa la maratona come una scusa per sfidare Yuki, ma nel bel mezzo della corsa si presenta Hatsuharu Soma dicendo di voler iniziare un duello con Kyo, il quale è costretto a partecipare interrompendo la maratona. Durante il combattimento, Yuki si sente male e Hatsuharu si serve di Tohru per trasformarsi in bue e trasportare comodamente Yuki a casa di Shigure. Mentre Yuki si riprende, Hatsuharu spiega a Tohru che secondo la leggenda il topo si servì del bue per arrivare alla festa, ma scese dalla sua groppa in anticipo e arrivò prima di lui. Per questo motivo Haru da bambino odiava Yuki, ma quando lo conobbe la prima volta lo apprezzò scordando la leggenda, fino al punto di amarlo, una volta cresciuto. |                   |         |
| 10 | Dopotutto, è San Valentino 「だって、バレンタインだもん」 - Datte, Barentain damon | 7 giugno 2019     |         |
| 10 | La vigilia di San Valentino tutte le ragazze della scuola vogliono regalare i loro cioccolatini al "principe" Yuki, mentre Kyo pensa solo a scappare da Kagura. Nella festa degli innamorati Kyo, Kagura, Yuki e Tohru escono per un appuntamento in quattro e vanno a vedere un film. Mentre sono via Shigure porta i cioccolatini di Tohru anche a Hatori, e dal discorso che intraprendono trapela il fatto che Shigure sta usando Tohru per un suo obiettivo. |                   |         |
| 11 | È una locanda meravigliosa 「とってもステキなお宿です」 - Tottemo sutekina oyado desu | 14 giugno 2019    |         |
| 11 | Momiji invita Tohru, Yuki e Kyo alle terme dei Soma. Quando gli dicono che Tohru ha speso i suoi soldi per regalare il cioccolato di San Valentino invece che per la sua gita scolastica, Momiji la paragona al viandante ingenuo della favola, che veniva beffato da tutti ma era contento di aiutare gli altri. La padrona delle terme è un membro dei Soma, e suo figlio appartiene all'anno della scimmia. Yuki per ringraziare Tohru dei suoi sacrifici le regala un nastro per capelli e Shigure un vestitino vistoso. Al contrario di quanto pensava Tohru, Momiji ha la stessa età di Haru (cioè un anno meno di lei, Kyo e Yuki) e all'inizio del nuovo semestre entrambi entreranno nella loro stessa scuola. |                   |         |
| 12 | Sembra che tu ti diverta 「楽しそうだね」 - Tanoshi-sō da ne | 21 giugno 2019    |         |
| 12 | È iniziato il nuovo anno scolastico, e già dal primo giorno sorgono delle incomprensioni con il presidente del consiglio studentesco Makoto Takei riguardo l'abbigliamento estroverso di Haru e quello femminile di Momiji. Akito si presenta a scuola e fa la conoscenza di Tohru. Yuki sopraggiunge per difendere la ragazza ma sarà lei che lo salverà da un discorso all'apparenza troppo minaccioso che Akito fa. Tohru non sa che Yuki porta ancora in sé il ricordo di un'infanzia traumatica a causa di Akito, ma vuole liberarlo dai brutti pensieri, e così organizza un pomeriggio di gioco a badminton tra tutti gli amici. L'autista di Akito riporta ad Hatori la conversazione che Akito ha tenuto in auto sulla via del ritorno, cioè la sua convinzione che Tohru sia una buona a nulla, e che presto Yuki tornerà da lui. |                   |         |
| 13 | Come te la passi? Fratellino mio 「元気でいたかな？我が弟よっ」 - Genki de ita ka na? Waga otōto yo- | 28 giugno 2019    |         |
| 13 | Ayame, il serpente dello zodiaco, passa a trovare suo fratello minore Yuki, il quale non ha mai accennato a Tohru della sua esistenza. Ayame non è mai stato vicino a Yuki quando era piccolo a causa della sua salute e del rapporto con Akito, ma adesso se ne è pentito e vuole riavvicinarsi a lui per conoscersi meglio a vicenda. Tohru lo incoraggia riportandogli le parole di sua madre, ossia che non si devono dimenticare gli errori compiuti da piccoli in modo da saper comprendere come si sente qualcun altro e riuscire ad incontrarlo a metà strada. Per questo è necessario che anche Yuki, che finora non ha mai sopportato suo fratello troppo misterioso a lui, voglia incontrarsi con Ayame, e mentre quest'ultimo racconta le sue disavventure vissute al liceo con Shigure e Hatori, Yuki ne è molto interessato. Hatori va a prendere Ayame, ma Tohru spera che si possa incontrare di nuovo con Yuki.                                                                                                  |                   |         |
| 14 | È un segreto 「ヒミツだよ」 - Himitsu da yo | 5 luglio 2019     |         |
| 14 | La mamma di Momiji ha avuto difficoltà ad amare suo figlio, colpito dalla maledizione dello zodiaco, e ha preferito farsi cancellare i ricordi legati a lui. Ora Momiji ha una sorella minore, Momo, e vive comunque nella sua vera famiglia, ma la mamma pensa che sia un figlio adottivo. Mentre lo racconta a Tohru segretamente, lei si commuove e non resiste ad abbracciarlo. Per il primo anniversario della morte della madre, Tohru va a visitare la tomba in cimitero con Uo e Hana, e si uniscono al gruppo anche Yuki e Kyo. Uo si accorge che Kyo si sente a disagio a stare in cimitero, ma non capisce perché; la ragazza è preoccupata per Yuki e Kyo a causa delle onde dei loro pensieri sempre troppo caotiche, a detta sua. Tornati a casa, Tohru si addormenta e Kyo si avvicina a lei per sussurrarle una parola di scusa, ma Yuki che arriva in quell'istante interpreta una scena diversa. |                   |         |
| 15 | Non volevo dire questo 「そうでもないさ」 - Sou demo nai sa | 12 luglio 2019    |         |
| 15 | Tohru, Kyo, Yuki, Shigure e Hatori passano un fine settimana di vacanza alla casa al lago dei Soma, e in seguito si unisce anche Ayame. Tohru va a vedere il lago con Yuki e Kyo ma nessuno dice niente, così Tohru pensa di averli offesi e si scusa. Dopo essersi spaventati per le impronte di un orso, i tre cadono in un fossato e i ragazzi si trasformano. Quando ricominciano a litigare come al solito, Tohru si sente più sollevata e felice. Ayame ha ricevuto delle foto del matrimonio di Kana (la ex fidanzata di Hatori a cui sono stati tolti i ricordi) da Mayuko, un'amica di Kana di cui Shigure era innamorato da ragazzo, e vuole consegnarle a Hatori. Quest'ultimo non ha preso parte al matrimonio e non vuole più vedere Kana per paura di riportarle la memoria, ma Shigure spera che trovi un'altra donna che lo renda felice. |                   |         |
| 16 | Ha detto di non calpestarli! 「踏むなっつってんだろが！」 - Fumu nattsu tte ndaro ga! | 19 luglio 2019    |         |
| 16 | Uo vorrebbe che Tohru possieda un costume nuovo e va con Hana, Kyo e Yuki a comprargliene uno in regalo. In seguito Uo racconta al gruppo del suo passato, quando era alle medie e frequentava una banda di teppiste. La leader del gruppo era Farfalla Cremisi, soprannome di Kyoko (la madre di Tohru) e Uo voleva tanto conoscerla. Si è avvicinata a lei tramite Tohru, che ancora non conosceva, ma quando ha incontrato Kyoko è rimasta delusa per le sue aspettative e se n'è andata. Uo viveva solo con suo padre alcolizzato, e un po' invidiava la felicità della famiglia di Tohru. |                   |         |
| 17 | Questo è per Uo-chan! 「うおちゃんの分ですっ！」 - Uo-chan no bun desu-! | 26 luglio 2019    |         |
| 17 | Uotani finì per desiderare l'atmosfera accogliente della famiglia di Tohru e decise di ricominciare ad andare a scuola e lasciare la banda. Come vuole la prassi, è stata picchiata da tutti gli altri membri ma una sua senpai, Akimoto, è accorsa a chiamare Kyoko che ha fermato la rissa e portato Uo fino a casa sulle spalle. Lungo la strada le ha fatto i complimenti per il suo coraggio e le ha spiegato che è normale se prima non capiva quanto fosse sbagliato essere parte di una banda. Uotani prova ancora vergogna per essersi fatta portare sulle spalle mentre piangeva, e infatti non lo racconta a nessuno. Adesso Uotani ha migliorato i rapporti con suo padre e ha anche aiutato una ragazzina a capire che non deve comportarsi male per farsi notare. |                   |         |
| 18 | Ciò che è importante... 「大切なのは⋯⋯」 - Taisetsuna no wa...... | 2 agosto 2019     |         |
| 18 | Hatsuharu esce con la pioggia per cercare Kisa, che è trasformata in tigre e ha il vizio di mordere chi è nelle vicinanze. Kisa è una ragazzina che vive in una situazione difficile: siccome veniva bullizzata ha lasciato la scuola e ha smesso di parlare per questo motivo psicologico (proprio come Yuki molti anni addietro) e ora è scappata di casa. Tohru le parla e interpreta la situazione per spiegarlo anche a sua madre e Kisa le si affeziona. Per un po' di giorni Kisa rimane a casa di Shigure per restare vicina a Tohru e grazie anche a Yuki e Haru ritorna a parlare. Yuki ha promesso insieme a Kisa che si impegnerà di più, pertanto accetta l'incarico di nuovo presidente del consiglio studentesco. |                   |         |
| 19 | Mi dispiace 「ごめんなさいーっ」 - Gomen'nasaī- | 9 agosto 2019     |         |
| 19 | Ritsu, soprannominato Ricchan, visita Shigure per incontrare Tohru. Ricchan, del segno della scimmia, è un ragazzo debole e timido, indossa abiti femminili per sentirsi a suo agio e chiede sempre scusa anche per le piccole distrazioni che ha nei confronti del prossimo. Micchan, la redattrice, viene a casa di Shigure per ritirare il suo manoscritto, e prima di trovarlo fa la conoscenza di Ritsu. Quest'ultimo sporca involontariamente con del caffè alcune pagine e siccome sa che Micchan ci teneva più della sua vita, decide di chiedere perdono togliendosi la sua, ma Tohru lo convince che sta sbagliando. Alla fine, Ricchan e Micchan fanno amicizia e Shigure riscrive le pagine rovinate. |                   |         |
| 20 | Non ci credo che l'hai raccolta davvero 「何マジで拾ってんのさ」 - Nani maji de hirotten no sa | 16 agosto 2019    |         |
| 20 | Tohru conosce Hiro, un bambino di sesta elementare del segno della pecora. Hiro è innamorato di Kisa, ma dopo averlo detto ad Akito, quest'ultimo non lo accettò e percosse Kisa a tal punto da farla cadere vittima di bullismo e toglierle la parola. Hiro si pentì di questo e iniziò a evitare Kisa, fino a quando non riprese a vivere bene grazie a Tohru, e così decise di conoscerla. Hiro vede in Tohru un posto in cui sfogare la sua rabbia, e si presenta a lei fin da subito con tutta la sua arroganza, anche perché prova un po' di gelosia. Sarà di Tohru il compito di avvicinarsi a lui per calmare la sua irrequietezza, e soprattutto farsi accettare per come è. |                   |         |
| 21 | Chi semina onde raccoglie tempesta 「売られた電波は買わなくちゃ」 - Urareta denpa wa kawanakucha | 23 agosto 2019    |         |
| 21 | Tre ragazze del liceo, Motoko, Minami e Mio, appartengono al fan club del principe Yuki, e sono arrabbiate per la troppa intimità che Tohru ha con il ragazzo sognato da tutte le ragazze della scuola. Per toglierla di mezzo devono prima allontanare Hanajima, così si invitano a casa sua per scoprire il suo punto debole. Dopo essere state scoperte, Megumi, il fratello minore di Saki, spiega loro che stanno sbagliando a cedere alla gelosia, e che devono considerare e rispettare i sentimenti di Yuki, se vogliono volergli bene. In ogni caso, il loro piano di puntare al punto debole di Saki non avrebbe mai funzionato, perché quest'ultimo è proprio Tohru, con la sua sincera amicizia. |                   |         |
| 22 | Perché ero felice 「だって嬉しかったのよ」 - Datte ureshikatta no yo | 30 agosto 2019    |         |
| 22 | Hanajima, quando era alle elementari, non aveva il controllo del suo potere maligno, e rischiò di uccidere un bullo dopo che lui l'aveva infastidita. Dopo quell'avvenimento è stata emarginata da tutti i suoi compagni. Suo fratello Megumi, vedendo Saki accettare le cattiverie come se fossero giuste punizioni senza accorgersi dell'amore della sua famiglia, prega affinché si trovi una persona al mondo che le voglia bene. Dopo che l'intera famiglia si trasferì, Hana conobbe Tohru e Uotani e strinse amicizia con loro, dimenticandosi del suo potere. Qualche mese dopo, quando una ragazza chiede ad Hana se le voci riguardanti il suo passato erano vere, Hana scappa e chiede a Tohru e Uotani di dimenticarla. Tohru invece la rassicura e la aiuta ad imparare a controllare il suo potere. |                   |         |
| 23 | Sembri stare bene... 「元気そうだな⋯⋯」 - Genki sōda na...... | 6 settembre 2019  |         |
| 23 | Tohru prende una lieve insufficienza a una verifica e le dispiace perché ha sprecato il tempo di Yuki, che le ha dato ripetizioni, e rischia di non mantenere la promessa fatta a sua mamma di diplomarsi. Inoltre, tornando a casa, si ammala di febbre, e tutta la famiglia Soma si cura di lei per farla guarire in fretta. Tohru guarisce, e assieme a Hana passa la verifica di recupero. Tornando a casa con Yuki e Kyo scopre che quest'ultimo viene indebolito dalla pioggia, ma riescono comunque ad accompagnarlo a casa. Kagura è venuta a trovare Kyo e Shigure li invita ad uscire insieme, magari per fare la spesa, e al loro ritorno trovano sorprendentemente il maestro di Kyo. |                   |         |
| 24 | Torniamo a casa 「帰りましょう」 - Kaerimashō | 13 settembre 2019 |         |
| 24 | Kazuma, il maestro di Kyo, è stato l'unico a volergli bene fin dalla sua infanzia. Perfino a sua madre non era gradito a causa della sua forma oscura, che Kyo acquista se non è in possesso di un braccialetto. L'unico modo per sconfiggere quell'aspetto e ridare a Kyo una vita normale è amarlo anche con quella forma, e lui deve accettare di essere amato; purtroppo lui ora ha soltanto accettato di avere quella forma oscura, e ha smesso di combatterci. Sua madre si è suicidata perché non riusciva più a sopportare di vivere con Kyo, che ha continuato a ripudiarsi anche per questo fatto, nonostante ammetta il contrario. Kazuma, quella sera, toglie il bracciale a Kyo e lui inevitabilmente si trasforma sotto gli occhi di Tohru in un mostro arancione e maleodorante. Tohru lo rincorre proprio per paura e, come il maestro sperava, fa accettare a Kyo di volersi confidare con lei e gli fa abbandonare il suo aspetto terrificante.                                                                 |                   |         |
| 25 | L'estate sta per arrivare 「もうすぐ夏がやってきます」 - Mō sugu natsu ga yattekimasu | 20 settembre 2019 |         |
| 25 | Kyo aveva sempre desiderato che il maestro Kazuma divenisse suo padre, ma non glielo aveva mai chiesto perché sapeva che sarebbe stato un peso troppo grande per lui, e già averlo accolto nella sua vita non è stato facile. In realtà Kazuma lo ha fatto anche per cancellare il senso di colpa per aver maltrattato suo nonno, anche lui posseduto dal gatto, l'unica volta che lo ha visto. Tohru capisce la questione ma è sicura che col tempo Kazuma abbia smesso di essere egoista, seppur a fin di bene, e di essere diventato un vero padre per Kyo. Yuki preferisce non parlare ancora con nessuno di quello che è successo, e promette a Tohru che diventerà sempre più socievole e fiducioso in sé stesso. |                   |         |

### Seconda stagione
| Nº | Titolo italiano (traduzione letterale) Giapponese 「Kanji」 - Rōmaji | In onda           | In onda |
| Nº | Titolo italiano (traduzione letterale) Giapponese 「Kanji」 - Rōmaji | Giapponese        |         |
| 26 | Ci rivediamo 「お久しぶりです」 - Ohisashiburi desu | 6 aprile 2020     |         |
| 26 | Kakeru Manabe e Machi Kuragi sono due nuovi membri del consiglio studentesco, però a Yuki sembrano inaffidabili. Makoto Takei, un membro già da molto tempo, si rifiuta di dire a Motoko Minagawa se nel consiglio ci sono delle nuove ragazze che potrebbero avvicinarsi a Yuki più di lei, così decide di scoprirlo da sola. Motoko chiede aiuto a Rika Aida, esperta nell'aprire le serrature, per introdursi nella stanza, e trova Yuki. Le ragazze parlano con lui però Motoko si sente imbarazzata e scappa via. Yuki la insegue per rassicurarla e le regala un sorriso. Motoko, anche se è gelosa di Tohru, riconosce che è merito suo se Yuki ha ricominciato a sorridere. |                   |         |
| 27 | Mangia i soumen coi tuoi amici 「みんなで素麺食べたりしてね」 - Minna de sōmen tabetari shite ne | 13 aprile 2020    |         |
| 27 | Tohru accompagna Kyo a casa del suo maestro Kazuma per pranzo, ma il maestro è stato chiamato dal padre di Kyo. Quest'ultimo è preoccupato per il destino di suo figlio e teme che verrà rinchiuso come suo nonno per via dello spirito del gatto, ma Kazuma lo informa che è cambiato da quando ha conosciuto Tohru, e non ha quasi più nessun problema di relazione sociale. Intanto Tohru conosce Kunimitsu Tomoda, un allievo stretto del maestro che le racconta alcune cose imbarazzanti sull'infanzia di Kyo. Quando tornano a casa, Tohru inizia seriamente a pensare a come compilare il modulo delle aspettative sul suo futuro da consegnare a scuola, e si rattrista perché non è sicura di riuscire a vivere sostenendosi da sola. Shigure si avvicina a lei e le dice che l'importante è fare un passo alla volta senza farsi prendere dall'ansia. |                   |         |
| 28 | Cosa ne dici se ci cambiamo...? ❤ 「お着替えしましょうか・・・・・❤」 - Okigae shimashō ka.....❤ | 20 aprile 2020    |         |
| 28 | Yuki e Tohru vengono invitati da Ayame a visitare il suo negozio di abbigliamento. Lì fanno la conoscenza di Mine Kuramae, una sua dipendente, che porta Tohru in un'altra stanza per farle provare un vestito. A dire il vero vuole solo allontanarla dai due fratelli per farli parlare assieme. Ayame è venuto a sapere che presto a scuola inizieranno i ricevimenti dei genitori, e lui si propone di andarci per Yuki. Il discorso solleva il velo sul passato di Yuki, che venne mandato via di casa dai suoi genitori per i loro comodi, e Ayame scelse di non intromettersi nonostante Yuki gli avesse chiesto aiuto. Finita la discussione, Tohru si presenta ai ragazzi con il vestito e li lascia senza parole. |                   |         |
| 29 | Mi ha scaricato... 「ふられたんだぁ・・・・・」 - Furareta ndaa..... | 27 aprile 2020    |         |
| 29 | Haru è stato lasciato dalla sua fidanzata, Rin, anch'essa appartenente alla famiglia Soma. A causa di ciò, dopo qualche giorno si innervosisce in classe e mette sottosopra tutta la stanza; dopo essersi calmato viene portato in sala insegnanti e sospeso per qualche giorno. Yuki decide di andarlo a trovare alla tenuta dei Soma, anche se gli costa fatica, e Haru è sorpreso di vederlo. Rin, che è ricoverata in ospedale, è scappata per l'ennesima volta e viene vista nella villa da Yuki. |                   |         |
| 30 | Aspettami, soba al purè! 「待ってろとろろソバー！」 - Mattero Tororo Sobā! | 4 maggio 2020     |         |
| 30 | Tohru passa il primo giorno di vacanze estive con Yuki, Kyo, Haru e Momiji in una casa stregata. Siccome Tohru ha troppa paura dei mostri, Haru inventa delle storie per renderglieli più amichevoli. Uotani incontra un ragazzo più grande di lei al conbini in cui lavora e lo associa subito a Tohru per la sua sbadataggine. Dopo quell'incontro, spera di rivederlo ancora, e infatti succede qualche giorno dopo. I due vanno a mangiare insieme e si presentano (il ragazzo dice solo il suo nome: Kureno). A un certo punto, Uotani si sente offesa dalle parole di Kureno e se ne va, ma il ragazzo la segue e si fa perdonare prima di allontanarsi da lei. Poco dopo si scopre che Kureno appartiene alla famiglia Soma, ed è anche sotto lo stretto controllo di Akito, per questo pensa che non potrà rivedere Uotani tanto presto. |                   |         |
| 31 | Ma sei scema? 「馬鹿かい？君は」 - Baka kai? Kimi wa | 11 maggio 2020    |         |
| 31 | Momiji organizza una gita al mare in una villa dei Soma, e invita gran parte della famiglia oltre a Tohru. Shigure non va con loro perché attende una visita di Rin e ha un appuntamento con Akito; entrambe le vicende sono avvolte dal mistero. Al ritorno dalla prima giornata in spiaggia, Hiro offende involontariamente Tohru e Kisa glielo fa notare. Yuki si ammala e resta un po' di tempo con Tohru. Ripensando alle brutte parole che Akito gli aveva detto da bambino, si accorge che non erano vere, e chiede a Tohru di ascoltare quello che avrà da dirle in futuro. |                   |         |
| 32 | Iniziamo la gara di spacca-angurie! 「スイカ割り大会を始めるのよーっ」 - Suika-wari taikai o hajimeru no yō | 18 maggio 2020    |         |
| 32 | La mamma di Hiro comunica a suo figlio che aspetta un bambino, tutti sono felici per la notizia e fanno una gara di spacca-angurie. Akito va con Kureno a trovare i membri della famiglia in vacanza e si stabilisce in una dépendance lì vicino. Quella sera, tutti quanti vanno a trovarlo tranne Tohru (esclusa per rispetto) e Kyo (escluso perché il gatto non partecipa mai alle riunioni di famiglia). Tohru a serata inoltrata esce di casa per scoprire come mai gli altri tardano e incontra Yuki sul bagnasciuga. Il ragazzo è felice di vederla e la ringrazia per tutto quello che ha fatto per lui da quando si sono conosciuti da bambini; infatti era Yuki il bambino che accompagnò Tohru a casa sua e le lasciò il cappello come ricordo, ma quell'incontro servì soprattutto a lui perché gli fece capire di poter essere utile al prossimo, al contrario di quanto gli ha sempre raccontato Akito. |                   |         |
| 33 | Be', è la verità, no? 「だってホントのことだろ」 - Datte honto no koto daro | 25 maggio 2020    |         |
| 33 | Anche Rin va alla villa al mare ma Kagura non la segue perché c'è anche Akito. Tohru e Kyo restano di nuovo da soli e vanno a passare il tempo sulla spiaggia. Più tardi, Tohru stende il bucato e inseguendo un lenzuolo volatole via trova un cavallo disteso per terra. Inizialmente rimane stupita ma vedendo anche dei vestiti umani vicino a lei si accorge che è uno dei membri dello zodiaco, più precisamente Rin. Per fortuna arriva Yuki a difendere Tohru dal carattere virulento di Rin. Akito porta con sé Kureno per farlo incontrare con Tohru, ma cambia idea e vuole che il giorno dopo Kyo venga portato da lui. |                   |         |
| 34 | È il mio prezioso... 「大切な俺の・・・・・」 - Taisetsuna ore no..... | 1º giugno 2020    |         |
| 34 | Kyo viene accompagnato da Shihure per andare da Akito, che l'ha convocato. Durante il loro discorso viene alla luce una scommessa che fecero anni fa: se Kyo fosse stato in grado di sconfiggere Yuki prima del diploma, sarebbe stato accettato tra i membri dello zodiaco, e in caso contrario sarebbe stato rinchiuso fino alla fine dei suoi giorni. Akito spinge sui sensi di colpa di Kyo per la morte di sua madre; anche suo padre lo accusò sempre di averne causato il suicidio. Infine, Kyo è costretto a mentire davanti ad Akito sui suoi sentimenti per Tohru, proprio quando ha scoperto di essersi innamorato di lei. Yuki più tardi parla direttamente con Akito che tocca quell'argomento, capisce la situazione e gli conferma il falso. Akito è sempre stato sicuro di vincere la scommessa, perché la sottomissione del gatto è scritta nel suo destino, e anche Kyo ormai ha perso le speranze, ma vuole passare con Tohru tutto il tempo che gli rimane.                                                        |                   |         |
| 35 | Tu... chi sei? 「あなたは・・・・・『誰』ですか？」 - Anata wa..... “dare” desu ka? | 8 giugno 2020     |         |
| 35 | Per concludere la vacanza al mare i ragazzi preparano dei fuochi d'artificio da far scoppiare l'ultima sera. Proprio quel giorno, Akito, che è stato richiamato alla casa principale, vuole incontrare Tohru prima di tornare. Momiji tenta di non farlo entrare ma arriva proprio Tohru a difenderlo. Akito le racconta della futura prigionia di Kyo e degli altri membri della famiglia, e mentre le dice di non impicciarsi più di loro la graffia. Lui è come il dio della famiglia Soma e tutti i membri devono ubbidirgli, pertanto Tohru si convince a voler spezzare la maledizione per dare la libertà ai suoi amici. |                   |         |
| 36 | È mio e solo mio 「私だけのものだよ」 - Watashi dake no mono da yo | 15 giugno 2020    |         |
| 36 | Tohru va a parlare col maestro di Kyo per chiedergli come spezzare la maledizione, ma neanche lui sa come fare, e le risponde che per aiutarli può semplicemente rimanere sé stessa. Kagura e Kyo escono insieme perché lei deve fargli una confessione. Da piccolo, Kyo era sempre solo e Kagura era l'unica bambina con cui giocava, ma un giorno gli ha tolto il braccialetto e Kyo si è trasformato in mostro. Subito dopo Kagura è scappata e una volta cresciuta, per cercare perdono, ha voluto innamorarsi di Kyo. Il ragazzo non può ancora ricambiare il suo amore, che dopo questa confessione è diventato un amore più sincero. |                   |         |
| 37 | Tu hai pianto per me 「俺の代わりに君が泣いた」 - Ore no kawari ni kimi ga naita | 22 giugno 2020    |         |
| 37 | Finché Hatori era fidanzato con Kana, Mayuko Shiraki, un'amica di lei, era innamorata di Hatori, ma allo stesso tempo non voleva rovinare la loro felicità. Mayuko ha accettato di uscire un po' con Shigure per non sentirsi troppo sola ma ha smesso poco prima che Akito ferisse Hatori e Kaio perdesse i suoi ricordi. Ora, passati due anni, Shigure vuole darle una mano a conquistare finalmente Hatori, e lo fa andare a ritirare un libro nel negozio del padre di Mayu, che adesso è gestito da lei e sua madre. Mayu porta Hatori fuori dal negozio, e siccome è triste per il suo umore troppo serio si mette a piangere, e Hatori per consolarla la invita ad andare a bere qualcosa insieme. Ora starà a Mayu darsi da fare per conquistarlo. |                   |         |
| 38 | Nessun problema 「いいっスよー」 - Īssuyo | 29 giugno 2020    |         |
| 38 | Nel consiglio studentesco ci sono due nuovi segretari: Naohito Sakuragi, un ragazzino basso e irascibile, e Kimi Todo, una ragazza seduttrice e approfittatrice. Ma il membro più interessante per Yuki resta Kakeru, un imbranato e pigro di prima categoria che però ha anche molti più amici di lui, e lo invidia per questo motivo. Nel tardo pomeriggio, mentre Yuki aiuta il club di botanica a spostare dei germogli, incontra Kakeru che gli fa delle domande riguardo Tohru e Kyo e finisce col litigare con lui per il fatto che ognuno giudica male l'altro. Alla fine Kakeru confida a Yuki di invidiarlo per la sua capacità di capire le emozioni delle persone e i due fanno pace. |                   |         |
| 39 | Ormai tanto vale che muoia... 「俺もう死んだっていいや・・・・・」 - Ore mō shin datte ī ya..... | 6 luglio 2020     |         |
| 39 | Il nonno di Tohru si procura uno strappo alla schiena e non potrà prendere parte ai ricevimenti scolastici di sua nipote, ma Shigure è felice di poterlo sostituire. Yuki vuole parlare con Rin per aggiustare le cose tra lei e Haru, ma lei non lo sta a sentire. Mentre parlano arriva Haru, che dà un bacio a Rin e chiede a Yuki di perdonarla per il suo carattere. Haru dice a Yuki di non preoccuparsi per il loro rapporto perché riuscirà ad aggiustarlo, infatti era stato lui stesso ad aiutare Yuki a farlo uscire dalla prigionia di Akito, chiedendo aiuto a Shigure. |                   |         |
| 40 | ...Ci vediamo dopo 「・・・・・行ってきます」 - .....Ittekimasu | 13 luglio 2020    |         |
| 40 | Tohru, le sue amiche Uo e Hana, Kyo e Yuki si stanno per diplomare, e com'è consuetudine, l'insegnante incontra singolarmente i genitori per parlare del loro futuro. Giacché Tohru è orfana, viene accompagnata da Shigure, e Kyo dal suo maestro Kazuma. L'udienza più problematica è quella di Yuki: sua madre ha già deciso per lui che continuerà a studiare e ha già stabilito in quale università andrà. Il ragazzo lo viene a sapere proprio durante l'incontro e a dargli la forza di opporsi sarà suo fratello Ayame, che si intromette nell'incontro prendendo il posto della madre. |                   |         |
| 41 | Chiediglielo tu 「だからつたえて」 - Dakara tsutaete | 20 luglio 2020    |         |
| 41 | Tohru va alla villa dei Soma per incontrare Kureno e chiedergli di contattare la sua amica Uotani, ma prima di entrare si rende conto che non verrebbe mai ammessa all'interno. Subito dopo incontra Momo, la sorellina di Momiji, che le insegna un passaggio segreto per entrare. Momo è cresciuta e inizia a rendersi conto delle somiglianze che vigono tra lei e Momiji, per questo è sempre più interessata a lui e va spesso ad ascoltarlo di nascosto quando suona il violino, e, dato che suo padre le vieta di parlargli per evitare che scopra la loro relazione di sangue, chiede a Tohru di domandargli di essere il suo fratello maggiore. Momo se ne va e la ragazza riferisce tutto a Momiji, che rimane estremamente felice e l'aiuta ad incontrare Kureno. |                   |         |
| 42 | Ci riuscirai, ne sono certa... 「あります、きっと・・・・・」 - Arimasu, kitto..... | 27 luglio 2020    |         |
| 42 | I ragazzi prendono parte a una gita scolastica. Mentre Tohru cerca dei souvenir di statuette degli animali dello zodiaco, Kyou e Yuki respingono le dichiarazioni d'amore delle ragazze. Kakeru, in un discorso con Yuki, confessa che gli piace Tohru, anche se è già fidanzato con una ragazza. |                   |         |
| 43 | Ci baciamo? 「キスしよっか」 - Kisu shiyokka | 3 agosto 2020     |         |
| 43 | Rin va da Shigure per chiedergli se conosce un modo per spezzare la maledizione, ma non riceve una risposta. Prima di tornare a casa, mentre cerca delle informazioni nel magazzino, la ragazza si sente male e rievoca i traumi della sua infanzia. Tohru che è nei paraggi la vede in stato di shock e la abbraccia. Da piccola, i genitori di Rin hanno sempre finto di essere felici, fino a quando lei non se n'è accorta. Da allora Rin è stata ripudiata per sempre dai suoi genitori, è andata a vivere a casa di Kagura e si è fidanzata con Hatsuharu. È grazie a lui che ha trovato un motivo per continuare a vivere dopo che anche Akito l'ha definita uno scarto prima di gettarla dal balcone. Solo Hiro è a conoscenza di questo fatto, e Rin lo prega di dimenticarlo per vivere più serenamente. |                   |         |
| 44 | È impossibile, non c'è! 「無いんだ、どこにもっ！」 - Nainda, doko ni mo! | 10 agosto 2020    |         |
| 44 | Rin si è ripresa, è stata portata a letto e viene assistita da Tohru. Rin capisce che la personalità di Tohru è la stessa di Haru, gentile e altruista, e come per il suo ragazzo desidera che non sprechi la sua vita a servizio degli altri, perciò le ordina di non impicciarsi delle faccende della famiglia Soma con tono aggressivo. Tohru però insiste a volerla aiutare, fino a farla cedere. Entrambe le ragazze hanno affrontato la solitudine, e Rin accetta di farsi aiutare da Tohru a scoprire il modo per cancellare la maledizione, ma quando le chiede per quale motivo è così volenterosa, Tohru non sa come risponderle. |                   |         |
| 45 | È tutto a posto? 「大丈夫ですか」 - Daijōbu desu ka | 17 agosto 2020    |         |
| 45 | Machi impazzisce mentre si trova nella stanza del consiglio studentesco, e Kakeru rimane da solo con lei finché non si calma. Più tardi Yuki discute con Kakeru, che gli confida di essere il fratellastro maggiore di Machi. I due sono stati messi in competizione dalle rispettive madri per decidere chi dovesse diventare l'erede della famiglia, e soltanto Kakeru è riuscito a liberarsi dalla volontà di sua madre. Il giorno seguente Yuki si dimostra apprensivo verso Machi e la sua gentilezza verrà ricambiata: quando in un secondo momento Yuki resta accidentalmente chiuso dentro lo sgabuzzino del consiglio studentesco, Machi sfonda la porta per liberarlo. Per il festival culturale la classe di Tohru decide di inscenare lo spettacolo di Cenerentola ma Yuki rifiuta il ruolo del principe per i suoi troppi impegni, facendolo capitare a Kyo. |                   |         |
| 46 | C'è stato. Sicuramente 「あったんだ。確かに」 - Attanda. Tashika ni | 24 agosto 2020    |         |
| 46 | Yuki ricorda i tristi giorni della sua infanzia passata assieme ad Akito e in isolamento da tutti gli altri membri della famiglia, che lo evitavano per i privilegi che solo lui poteva avere. Akito continuava a ripetere a Yuki di essere odiato da tutti e pure sua madre non era attenta ai suoi interessi. Quando Yuki incontrò Kyo per strada e provò a restituirgli il cappello che gli era caduto, questo scappò via correndo, e agli unici amici che Yuki riuscì a farsi vennero cancellati i suoi ricordi perché lo videro trasformarsi in topo. Dopo altri soprusi subiti, Yuki scappò in piena notte e incontrò una mamma disperata perché sua figlia era scomparsa, allora si ricordò di avere intravisto una bambina smarrita sul ciglio di una strada, tornò indietro e si fece seguire da lei fino a casa, quindi le regalò il berretto di Kyo e scomparve dalla sua vista. Quella bambina era Tohru, e anche prima di conoscere Yuki lo aiutò a vivere regalandogli un'occasione in cui poté essere utile a qualcuno. |                   |         |
| 47 | Non è ciò che voglio! 「俺は、嫌なんだ!」 - Ore wa, iya nanda! | 31 agosto 2020    |         |
| 47 | Yuki finisce di raccontare a Kakeru della sua infanzia e rincasa. Quando vede Kyo lo mette al corrente del fatto che il cappello che perse in strada da bambino ora lo possiede Tohru. L'indomani, durante le prove per la recita di Cenerentola, tutti si rendono conto che Tohru non è adatta per il ruolo di una delle sorellastre, così come Kyo non lo è per quello del principe azzurro, quindi la responsabile del copione promette di modificarlo per adattare meglio la storia al cast di attori. Yuki sa che suo cugino è innamorato di Tohru e vuole dargli una spinta, così gli fa notare che non partecipando alle prove per la recita fa preoccupare Tohru e i suoi compagni. Kyo allora cambia idea sulla recita, decide di prendervi parte e va a farlo sapere a Tohru, che è stata ad aspettarlo a scuola per tutto il pomeriggio. |                   |         |
| 48 | Circa Cenerentola! 「シンデレラっぽいもの！」 - Shinderera ppoi mono! | 7 settembre 2020  |         |
| 48 | Tohru e i suoi compagni di classe inscenano la recita "Circa Cenerentola", che vede come protagonista Hanajima. Né lei né il principe azzurro Kyo sono interessati al proseguimento della storia e prima del finale Tohru esprime apertamente il suo interesse verso i sentimenti di Kyo, provocando una situazione di imbarazzo tra loro due che si protende anche oltre la recita. Yuki viene avvertito di un litigio in corso tra Machi e alcune fan di Yuki che pretendono delle scuse per la sua indifferenza verso di lui, quindi segue di nascosto l'evolversi della situazione restando pronto ad intervenire in caso di violenza fisica. Machi spiega che ai suoi occhi Yuki sembra molto solo e, al contrario di quello che pensano le ragazze, si preoccupa per lui. Le ragazze stanno per venire alle mani quando uno stratagemma di Kakeru le invita a dimenticarsi la disputa. |                   |         |
| 49 | Però ci sei tu, Machi 「真知がいた」 - Machi ga ita | 14 settembre 2020 |         |
| 49 | Kimi propone ai membri del consiglio studentesco di fare una festa di fine anno insieme, sperando di trovarsi da sola con Yuki. Machi come sempre si disinteressa all'iniziativa ma Yuki riesce a convincerla a venire, e il giorno dell'incontro è contenta di essere accolta con gioia dal ragazzo. Per la notte di Capodanno Tohru viene invitata da Kyo a casa del suo maestro, dove ci sarà anche Rin. Yuki, ormai diventato più sicuro di sé, festeggia il Capodanno nella casa principale della famiglia Soma; una sua affermazione fa arrabbiare Akito, che lo percuote, ma Yuki non ne rimane sconvolto come in passato. |                   |         |
| 50 | ...Ormai io non lo sono più 「・・・・・俺はもう、違うんだ」 - .....Ore wa mō, chigau nda | 21 settembre 2020 |         |
| 50 | Momiji regala a Kureno, da parte di Tohru, il dvd con le riprese della recita di Cenerentola. Kureno viene raggiunto dal sentimento dell'interpretazione di Arisa e chiede a Shigure di potersi vedere con Tohru per parlarle. Shigure improvvisa una scusa e Tohru, uscita di casa, trova Kureno ad aspettarla in un parco giochi. Il giovane, avvicinatosi a lei, fa allontanare i passeri che si trovavano lì; ciò che Tohru capisce, e che Kureno le conferma, è l'avvenuta rottura della sua maledizione. Kureno si è liberato dello spirito del gallo in età preadolescenziale senza saperne il motivo, e per questa ragione ha promesso ad Akito di rimanergli sempre vicino e ha tenuto il segreto con i suoi parenti. Adesso Kureno vorrebbe rivedere Arisa, ma sa anche che non gli sarebbe concesso da Akito. L'ultima cosa che Kureno rivela a Tohru è che Akito, l'unica persona nella sua vita con cui ha condiviso anima e corpo, è una donna.                                                                          |                   |         |

### Terza stagione
| Nº | Titolo italiano (traduzione letterale) Giapponese 「Kanji」 - Rōmaji | In onda        | In onda |
| Nº | Titolo italiano (traduzione letterale) Giapponese 「Kanji」 - Rōmaji | Giapponese     |         |
| 51 | Organizziamo un altro banchetto 「また宴を開こう」 - Mata utage o hirakō | 5 aprile 2021  |         |
| 51 | Akito è stata cresciuta come un ragazzo fin da piccola per volere di sua madre, Ren Soma, verso la quale ha maturato un crescente odio. Kureno, Shigure, Hatori e Ayame sono gli unici membri dello zodiaco a conoscenza del segreto e la notte dopo il concepimento di Akito è comparsa in loro una nuova coscienza, quella dello spirito animale che vota perenne fedeltà al dio nascituro. Anche se Kureno si è liberato della maledizione si sente ancora legato ad Akito e non vuole tradirla per Arisa. Tohru rimane sconvolta e senza parole dopo aver sentito il discorso di Kureno e Hanajima, che passeggiava nei paraggi, porta l'amica a casa sua per confortarla e chiama anche Arisa. Hana avverte a casa di Shigure che Tohru passerà la notte a casa sua in un pigiama party improvvisato e la mattina seguente la ragazza torna a casa raggiante. Isuzu ha seguito di nascosto la conversazione tra Kureno e Tohru e quella notte, dopo essersi intrufolata nel cortile interno della villa, viene sorpresa da Ren. |                |         |
| 52 | Questo è un fatto incontestabile 「それこそが、揺るぎない事実」 - Sore koso ga, yuruginai jijitsu | 12 aprile 2021 |         |
| 52 | A scuola si sta organizzando la cerimonia di diploma e i ragazzi della classe di Tohru preparano dei fiori di cartapesta. Le fanatiche del principe Yuki rubano i fiori realizzati da lui e mentre Uo e Hana le inseguono, Tohru resta insieme a Kyo e prova a chiedergli un consiglio su cosa fare se un membro della famiglia Soma si libera dalla maledizione. Anche Yuki è rimasto da solo perché nessun gruppo accetta il suo aiuto nei preparativi, dunque Machi lo rincorre per fargli un saluto. Shigure è stato sempre innamorato di Akito e al contempo serba dell'odio per Kureno che è il suo preferito, e ora che Kureno si è liberato dalla maledizione Akito lo tiene ancora più stretto a sé. Una sera però Shigure cede all'istinto e, dopo aver dimostrato che i suoi sentimenti per lei non sono cambiati, passa una notte di piacere con Akito. |                |         |
| 53 | Spero che nevichi presto 「降ればいいのに」 - Fureba ii no ni | 19 aprile 2021 |         |
| 53 | I genitori di Machi hanno avuto un secondo figlio, stavolta maschio, e questo mette fine alla disputa su chi dovrà essere il nuovo capo famiglia tra Machi e Kakeru perché il titolo verrà ereditato dal neonato. Machi viene liberata dal dovere di essere sempre perfetta, ma l'educazione rigorosa che ha ricevuto fin da piccola ha lasciato un grosso segno sulla sua personalità. Una notte, Machi viene sorpresa dai genitori mentre poggia una coperta sul fratellino e viene accusata di aver tentato di ucciderlo per riavere l'eredità. Dopo questo incidente, Machi viene mandata a vivere da sola e la falsa voce del tentato omicidio si sparge a tal punto che la diretta interessata rinuncia a farsi valere, almeno fino a quando non resta sola con Yuki e riesce a raccontargli la verità. Dopo molti preparativi, ha luogo la cerimonia di diploma. Assieme agli studenti che lasceranno la scuola c'è Minagawa, la quale ha rinunciato a dichiararsi a Yuki ma desidera comunque fargli dono dei suoi sentimenti, con la speranza che possano guidarlo verso la felicità. Sakuragi coglie l'ultima occasione di dichiararsi a Minagawa e Hiro può finalmente abbracciare la sorellina Hinata appena nata. |                |         |
| 54 | ...Sono... tornata 「⋯⋯ただい⋯ま」 - ......Tadai...ma | 26 aprile 2021 |         |
| 54 | Mentre tutti credono che Rin sia ricoverata in ospedale, la ragazza è rinchiusa nella dépendance del gatto. Rin è stata incastrata da Ren che le aveva promesso di poter spezzare la maledizione, è andata nella stanza di Akito a cercare uno scrigno che, secondo quest'ultima, conterrebbe suo padre, ma è stata sorpresa proprio dalla capofamiglia che le ha proposto una reclusione a tempo indeterminato in cambio dell'incolumità del suo ragazzo. Hiro rivela a Hatsuharu che Akito ha provato ad uccidere Rin e il ragazzo si precipita alla villa Soma; lì Kureno ha già scoperto che Rin era prigioniera, l'ha fatta portare in ospedale e impedisce a Haru di venire alle mani con Akito. Rin non si riterrà soddisfatta finché non potrà liberare Haru dalla maledizione, quindi scappa dall'ospedale per inseguire quel sogno ma non arriva molto lontano. La mattina dopo Haru la trova distesa su un marciapiede e, essendo arrivata al limite delle sue capacità, le chiede di tornare a vivere serenamente con lui perché è anch'esso un modo per renderlo felice. |                |         |
| 55 | Insomma... lo capisci, no? 「だって⋯わかるでしょう？」 - Datte... wakaru deshō? | 3 maggio 2021  |         |
| 55 | Hiro e Kisa sono cresciuti e anche Momiji è diventato più alto ed è entrato nell'età dell'adolescenza. Contestualmente a questa crescita, Momiji viene slegato dalla maledizione di Akito e si sente più libero di esprimersi. Essendo diventato abbastanza grande, sa di poter dichiarare a Tohru i suoi sentimenti, ma è anche in grado di notare che la ragazza è interessata a Kyo, quindi parla a tu per tu con il suo rivale e lo sprona ad agire dicendogli che potrebbe precederlo. In una discussione con Akito, Momiji dissente sull'opinione del dio dei segni zodiacali, il quale sostiene che non potrà essere felice se non rimarrà assieme a lui in futuro, e lo saluta. Anche la madre di Momiji lo vede cresciuto quando egli va a trovarla, pur mantenendo le distanze formali che intercorrono tra due semplici conoscenti. Momiji apprende che, come di consueto, la sua ex famiglia trascorrerà l'estate insieme e senza di lui, ma per la prima volta è felice per loro. |                |         |
| 56 | È stato così sciocco 「なんて、愚かなんだろう」 - Nante, oroka nandarō | 10 maggio 2021 |         |
| 56 | Shigure esterna a Rin e Tohru quello che intuì da giovane: l'incarnazione di tutti i segni dello zodiaco nella loro generazione è un fatto molto raro e potrebbe significare che quello sarà l'ultimo banchetto ad avere luogo, dopodiché la maledizione si spezzerà autonomamente; nessuno sa quando avverrà, e Tohru desidera che accada prima del giorno in cui Kyo verrà rinchiuso. Tohru acquista consapevolezza sulla sua costante indecisione e capisce di dover scegliere un compagno di vita tra il ricordo di sua madre, la persona più importante per lei, e Kyo, per il quale prova un sentimento d'amore. Proprio il giorno dell'anniversario della morte di Kyoko, Tohru trova il coraggio di parlare a Rin dei suoi sentimenti per Kyo, e Kagura, rassicurata dal vero amore che riceverebbe il ragazzo, la sprona a dichiararsi direttamente a lui. Anche il maestro Kazuma si sente sollevato sapendo che Tohru non vuole stargli accanto per pietà di lui, come avvenne alla precedente incarnazione del gatto. Kyo rende omaggio alla tomba di Kyoko dopo di Tohru, e vi trova il nonno della ragazza che gli racconta di come da piccola imitava il suo defunto padre per somigliargli e far piacere alla mamma, un comportamento sciocco ma molto premuroso. A fine giornata, Tohru e Kyo si ritrovano da soli ma un tentativo di dichiararsi da parte della ragazza viene frenato da una visione di sua madre e un altro brutto ricordo legato alla stessa persona fa destabilizzare Kyo. |                |         |
| 57 | Proprio così, è vuota 「そうだよ、空っぽだ」 - Sō da yo, karappo da | 17 maggio 2021 |         |
| 57 | Akira era un uomo estremamente chiuso in sé stesso e la sua solitudine mise a rischio l'intera successione della famiglia Soma fin quando Ren, che allora era solo un'inserviente, non decise di sposarlo e dare alla luce la loro bambina: Akito. Negli anni a venire Akira è venuto a mancare e ha affidato ad Akito una scatola contenente tutto ciò che aveva. Da allora, l'invidia che Ren provava per Akito è cresciuta a dismisura e ha instaurato un reciproco atteggiamento di sfida tra madre e figlia, alimentato dalla quantità di rapporti sterili intrattenuti con gli altri membri della famiglia. Shigure, dopo il rifiuto di Akito, è stato un'ottima occasione per Ren di far ingelosire la figlia, ma dopo che lui l'ha abbandonata, Ren non ha più saputo resistere al desiderio di conoscere il contenuto della scatola lasciata da suo marito e ha minacciato Akito di morte se non gliel'avesse data. La scatola vuota, metafora dell'anima di Akira, viene mostrata a Ren e, mentre Akito è in preda alla volontà di ucciderla, percepisce che un altro legame (quello con Hiro) è stato spezzato. Kureno tenta di consolare Akito ma riceve una pugnalata sulla schiena in risposta alle sue mancate dedizioni a lei in passato. |                |         |
| 58 | Sono deluso... da te... 「そんなん⋯幻滅だ⋯」 - Sonnan... genmetsu da... | 24 maggio 2021 |         |
| 58 | Kyo chiede a Tohru se davvero lo ama e riceve la conferma che cercava poco prima della dichiarazione che lei stava per fare, allora, provando una gran pena per Tohru, si sente in dovere di raccontarle il suo passato: Kyo conosceva la madre di Tohru, oltre il suo maestro era l'unica persona gentile con lui e la andava spesso a trovare. Il giorno in cui Tohru si perse, Kyo promise di trovarla ma quando scoprì che non era riuscito a mantenere la promessa per colpa di Yuki si sentì in imbarazzo e ruppe i rapporti con Kyoko. Anni dopo la ritrovò per caso, proprio il giorno in cui morì investita da un'auto, ma evitò di aiutarla per salvaguardare la sua identità animale. Kyo sentì una frase di disprezzo da parte di Kyoko, alla quale Tohru non crede o vuole rinnegare, e la sua volontà gli fece dimenticare quel brutto ricordo fino a quando non rivide il suo berretto nella stanza di Tohru. La ragazza intuisce il racconto di Kyo come un modo per distaccarsi definitivamente da lei e, dopo aver capito questo punto di vista, Kyo si allontana correndo sotto la pioggia. Yuki, che ha seguito l'ultima parte del discorso, rincorre Kyo e Tohru, rimasta sola, viene raggiunta da Akito armata di un coltello. |                |         |
| 59 | Qual è... il tuo nome? 「貴方の⋯お名前は？」 - Anata no... onamae wa? | 31 maggio 2021 |         |
| 59 | Akito ormai è rimasta completamente sola perché tutti si sono affezionati a Tohru, così inizia a ferirla per farle provare il suo dolore. Tohru non vuole che provi la sofferenza della solitudine e tenta di avvicinarsi a lei, e quando scappa nella foresta la insegue. Dopo un confronto tra le due, Tohru chiede di poter ricominciare la loro relazione sperando di fare amicizia e si presenta a lei come se fosse il loro primo incontro. Mentre Akito sta per stringerle la mano, il suolo cede a causa della pioggia e Tohru cade all'indietro da un dirupo alto diversi metri. Akito cerca disperatamente aiuto gridando e quando arrivano Yuki e Kyo sembra ormai troppo tardi. Kyo resta a vegliare Tohru fino all'alba, in quel momento la ragazza si risveglia e riceve un bacio d'amore. Kureno e Tohru vengono portati all'ospedale, nel frattempo Akito è cambiata e si sente molto pentita per il dolore che ha provocato, ma fatica a comprendere la loro bontà d'animo quando viene perdonata, al punto da considerarla stupidità. Momiji la raggiunge fuori dall'ospedale e ritiene prematura una contraddizione di quest'idea, ma Akito si trova d'accordo con lui sul fatto che non sia una cosa cattiva, e grazie a lui trova la forza per andare a trovare Tohru a testa alta. |                |         |
| 60 | La amo e basta... 「好きなんだ、ただ⋯」 - Suki nanda, tada... | 7 giugno 2021  |         |
| 60 | Arisa e Hana incontrano Akito all'ospedale, la quale confessa loro il crimine che ha commesso su Kureno e viene perdonata. Arisa apprende così che anche Kureno è ricoverato in ospedale e va a fargli visita, promettendosi di recuperare il tempo che finora non ha potuto passare insieme a lui. Tohru sta per essere dimessa e Kyo non è ancora andato a fargli visita, anzi, è in procinto di sparire per sempre dalla sua vita per non ferirla nuovamente. Yuki, che condivide il suo stesso desiderio, si vede costretto a fargli notare quanto Tohru sia stata felice negli ultimi anni solo grazie a lui, ma a spingerlo in questo incoraggiamento è soprattutto l'ammirazione che Yuki prova per Kyo, e non transige uno svilimento delle sue migliori qualità che ha sempre tentato di emulare. Kyo vuole prima chiudere i suoi problemi con il padre e davanti a lui si prende le colpe per la morte della madre, nonostante si suicidò in seguito all'oppressione del marito per la nascita del figlio posseduto. Kyo raggiunge Tohru proprio mentre esce dall'ospedale e, vedendola correre via, si mette ad inseguirla. |                |         |
| 61 | Addio 「さようなら」 - Sayōnara | 14 giugno 2021 |         |
| 61 | Quando vede Kyo, Tohru comincia a scappare da lui senza sapere il perché. Kyo la raggiunge, si scusa per il modo egoista in cui si è comportato e chiede a Tohru di dargli una seconda possibilità, inoltre le confessa apertamente i suoi sentimenti facendo crollare il timore della ragazza di non essere desiderata. Tohru rimembra gli avvenimenti del primo banchetto: una persona eremita che si trovava a disagio nella società conobbe un gatto e lo fece vivere con lui. Giovato da questo rapporto, ebbe l'idea di invitare altre creature non umane per relazionarsi con loro. Dodici animali risposero all'invito e, assieme al gatto, organizzarono un banchetto ad ogni luna piena. Tempo dopo il gatto mostrò i primi segni della vecchiaia facendo capire a tutti gli amici che prima o poi le loro feste sarebbero finite. Il dio, tale era il ruolo dell'eremita per le sue creature, donò al gatto e agli altri commensali un legame che li avrebbe riuniti anche dopo la morte, ma il primo beneficiario non ne fu felice perché sarebbe stato disposto anche ad accettare la fine dei banchetti in quanto appartenente al naturale corso dell'esistenza. In punto di morte, il gatto espresse il desiderio di vedere il suo dio felice anche di giorno e tra gli esseri umani alla sua prossima reincarnazione, ma questo non venne ascoltato e neanche tramandato dagli altri animali, indignati dal rifiuto del gatto. Akito capisce che è arrivato il momento di recidere questo legame e gli ultimi parenti ancora allacciati a lei avvertono un profondo sconforto emotivo. Anche Kyo riesce ad abbracciare Tohru senza trasformarsi in gatto e può dire addio al braccialetto che imprigionava la sua indole selvaggia. Akito chiede di poter rimanere da sola con Tohru, la sua prima amica. |                |         |
| 62 | Ti sei data da fare 「がんばったね」 - Ganbatta ne | 21 giugno 2021 |         |
| 62 | Machi desidera consegnare un regalo a Tohru per augurarle una pronta guarigione e chiede a Yuki di farlo al posto suo. Appena giunto da lei, Yuki risente della separazione da Akito da poco avvenuta, e trova in Machi il conforto affettivo necessario per continuare a vivere. Akito organizza una riunione con tutti i membri della famiglia Soma che sono stati vincolati a lei, presentandosi per la prima volta vestita da donna. Il kimono che indossa le è stato donato da Shigure, che non era presente al ricevimento. Akito non riesce a scusarsi con tutti per le cattiverie che ha inflitto loro e, più tardi, si incontra con Shigure e riceve il suo primo bacio d'amore. Davanti alla tomba di Kyoko, Kyo espone a Tohru i piani per il suo futuro: andrà a vivere in un dojo gestito da conoscenti del suo maestro dove si allenerà e farà nuove esperienze. Tohru accetta di seguirlo e il ragazzo ottiene anche l'acquiescente consenso della madre. Quest'ultima, quand'era in fin di vita, espresse di non voler perdonare Kyo solo in seguito al desiderio che qualcuno si prendesse cura di sua figlia dopo la sua morte, ma questo desiderio rimase nei suoi pensieri. Quando lo vide, pensò soltanto di chiedergli di mantenere la sua promessa di ritrovare Tohru, ma si fece sfuggire le parole sbagliate intimorendo il ragazzo. Infine pregò affinché Tohru potesse continuare a vivere fiera di sé stessa e orgogliosa per gli altri. |                |         |
| 63 | Ci vediamo presto 「いってきます」 - Itte kimasu | 28 giugno 2021 |         |
| 63 | Tohru e Kyo visitano lo zoo come loro primo appuntamento, e assieme a loro vengono anche Uo e Hana che raccomandano al fidanzato di occuparsi con cura della loro amica quando vivranno da soli. È arrivato il giorno del diploma per Kyo, Yuki, Tohru e le sue amiche. I ragazzi lasceranno il liceo Kahibara e Tohru è triste perché ha scelto di lasciare anche la casa di Shigure per andare a vivere con Kyo. Yuki proseguirà i suoi studi all'università, come farà anche Kakeru, e dovrà vivere lontano da Machi. Shigure si trasferisce nella villa dei Soma per stare con Akito e la sua casa rimarrà vuota; Kisa si augura che verrà presto abitata da qualcun altro prima che possa essere demolita. Tutti i membri della famiglia Soma hanno trovato la felicità, e molti di essi anche l'amore, ma sono tristi al pensiero di doversi separare da Tohru, infatti la sua partenza assieme a Kyo è diventata imminente. Il giorno prima, Yuki desidera parlare in privato con Tohru per ringraziarla dell'aiuto che gli ha dato a crescere e a maturare un carattere più estroverso: per lui Tohru è stata come una madre. Un epilogo mostra Tohru e Kyo felicemente sposati, diventati nonni e ancora desiderosi di trovare del tempo da trascorrere insieme. |                |         |